# Steel Division 2
Steel Division 2 — відеогра в жанрі стратегії в реальному часі, розроблена та видана компанією Eugen Systems. Вона вийшла по всьому світу 20 червня 2019 року. Steel Division 2, дія якої відбувається під час Операції «Багратіон», є продовженням гри Steel Division: Normandy 44 (2017 рік).

## Ігровий процес
Події Steel Division 2 розгортаються під час Операції «Багратіон», і гра, подібно до попередниці, натхненна Другою світовою війною. Вона містить однокористувацький, багатокористувацький та кооперативний режими. Однокористувацька кампанія має назву «Динамічні стратегічні кампанії» і є покроковою (на відміну від попередньої гри), при цьому один хід відповідає половині доби, а бої відбуваються в реальному часі. У багатокористувацькому режимі можуть брати участь до 20 гравців у форматі 10 на 10. Битви проходять на 25 картах, змасштабованих у співвідношенні 1:1, а карти кампаній досягають розміру до 150 × 100 км. Ці карти охоплюють деталі історичних боїв, які мали місце під час операції. Гравці можуть виступати як за країни Союзників, так і за країни Осі. Доступно 18 дивізій у базовій версії гри, а також більше — завдяки DLC. У грі використовується система бойових формувань — тільки ті війська, які входять до обраного формування, можна залучати в бій. Власники Steel Division: Normandy 44 також отримують доступ до близько восьми додаткових дивізій з понад 350 юнітами.

## Розробка
На початку 2018 року майже половина розробників Eugen Systems вийшла на страйк, і робота над проєктами була призупинена до квітня. Після цього не з'являлося жодних новин, поки не було анонсовано Steel Division 2. 25 липня 2018 року відбувся офіційний анонс гри разом із трейлером. Було заявлено, що компанія Paradox Interactive, яка раніше виступала видавцем Steel Division: Normandy 44, не братиме участі в публікації другої частини. Таким чином, Steel Division 2 стала першою грою Eugen Systems, виданою самостійно. Алексіс Ле Дрессей, директор гри та співзасновник компанії, зазначив, що розробники врахували відгуки фанатів щодо попередньої гри та внесли відповідні покращення. Серед них — оновлений рушій IrisZoom, перероблена бойова система та новий художній стиль.
Гра офіційно вийшла 20 червня 2019 року.

## Відгуки
Гра отримала «змішані або середні» оцінки за даними агрегатора Metacritic. На сайті цифрової дистрибуції Steam загальний рейтинг оглядів за весь час існування гри становить «Здебільшого схвальні», а останні відгуки оцінюються як «Дуже схвальні».